# Donacospiza albifrons
Donacospiza albifrons là một loài chim trong họ Thraupidae.